# Sirius XM Canada
Sirius XM Canada é um empresa canadense de radiodifusão, que funciona como uma filial canadense da Sirius XM Holdings. A empresa recebeu a aprovação da Canadian Radio-television and Telecommunications Commission em 11 de abril de 2011 para mesclar os serviços anteriormente distintos da XM Radio Canada e Sirius Canada, após a fusão da XM Satellite Radio e Sirius Satellite Radio nos Estados Unidos. A fusão foi posteriormente completada a partir do dia 21 de junho de 2011.